# Gouvernement du 20e Dáil
Irlande
19e Dáil 21e Dáil
Le gouvernement du 20e Dáil (en anglais : Government of the 20th Dáil) est le gouvernement de l'Irlande élu lors des élections générales de 1973, le 28 février 1973, sa première réunion a lieu le 14 mars.

## 14egouvernement d'Irlande
Le 14e gouvernement d'Irlande (14 mars 1973 - 5 juillet 1977) - ou plus communément la « coalition nationale » - est le nom donné au gouvernement de coalition formé en 1973 par Fine Gael et le Parti travailliste. Cette coalition est menée par Liam Cosgrave (Taoiseach), leader du Fine Gael et Brendan Corish leader du Parti travailliste (Tánaiste). Il reste au pouvoir pendant quatre ans, mais il est battu lors des élections générales de 1977, lorsque le parti d'opposition Fianna Fáil remporte les élections.

## Composition
| Office                                 | Name                 | Term    | Party | Party        |
| -------------------------------------- | -------------------- | ------- | ----- | ------------ |
| Taoiseach (premier ministre)           | Liam Cosgrave        | 1973–77 |       | Fine Gael    |
| Tánaiste (vice premier ministre)       | Brendan Corish       | 1973–77 |       | Labour Party |
| Ministre de la Santé                   | Brendan Corish       | 1973–77 |       | Labour Party |
| Minister for Social Welfare            | Brendan Corish       | 1973–77 |       | Labour Party |
| Ministre de l'Agriculture              | Mark Clinton         | 1973–77 |       | Fine Gael    |
| Ministre de la Défense                 | Paddy Donegan        | 1973–76 |       | Fine Gael    |
| Ministre de l'Éducation                | Richard Burke        | 1973–76 |       | Fine Gael    |
| Ministre des Finances                  | Richie Ryan          | 1973–77 |       | Fine Gael    |
| Minister for the Public Service        | Richie Ryan          | 1973–77 |       | Fine Gael    |
| Ministre des Affaires étrangères       | Garret FitzGerald    | 1973–77 |       | Fine Gael    |
| Minister for the Gaeltacht             | Tom O'Donnell        | 1973–77 |       | Fine Gael    |
| Ministre de l'Industrie et du Commerce | Justin Keating       | 1973–77 |       | Labour Party |
| Ministre de la Justice                 | Patrick Cooney       | 1973–77 |       | Fine Gael    |
| Ministre du Travail                    | Michael O'Leary      | 1973–77 |       | Labour Party |
| Minister for Lands                     | Tom Fitzpatrick      | 1973–76 |       | Fine Gael    |
| Minister for Local Government          | James Tully          | 1973–77 |       | Labour Party |
| Ministre des Postes et Télégraphes     | Conor Cruise O'Brien | 1973–77 |       | Labour Party |
| Minister for Transport and Power       | Peter Barry          | 1973–76 |       | Fine Gael    |

### Sources
- (en) Cet article est partiellement ou en totalité issu de l’article de Wikipédia en anglais intitulé « Government of the 20th Dáil » (voir la liste des auteurs).